# تمزق عجاني
التمزق العجاني (بالإنجليزية: perineal tear)‏ تهتك فجائي (غير مقصود) للجلد والأنسجة اللينة، في النساء يفصل العجان المهبل عن فتحة الشرج. التمزق العجاني يحدث غالبا في النساء نتيجة للولادة المهبليه، والتي تضغط علي العجان .التمزقات تختلف علي نطاق واسع في شدتها والغالبية تكون سطحيه ولاتحتاج للعلاج.ولكن التمزق الشديد يمكن أن يتسبب في نزيف حاد، آلم علي المدي الطويل أو اختلال وظيفي.التمزق العجاني منفصل عن بضع الفرج حيث يتم قطع العجان عمدا لتسهيل الولادة.

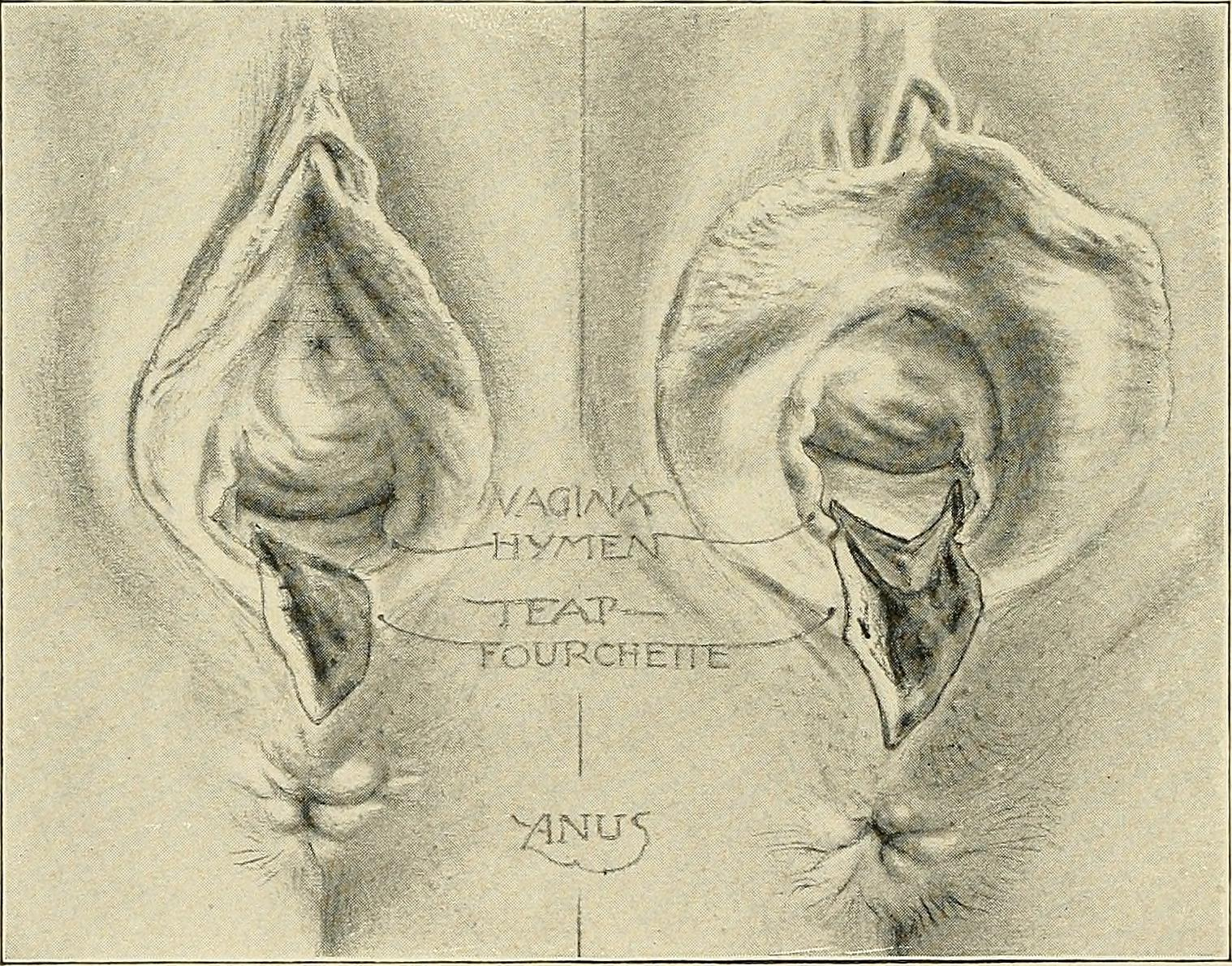
The diagnosis and treatment of diseases of women (1907) (14597939340)

## التشريح
في المرأة، فتحة الشرج وفتحة المهبل تقعا في نفس المنطقة التشريحية والتي تسمي بالعجان .كل فتحه محاطه بجدار، والجدار الشرجي مفصول عن الجدار المهبلي بكتلة من الأنسجة اللينة بما في ذلك;
- عضلات فتحة الشرج(مغضن جلدي شرجي ، المصره الشرجيه الداخليه، المصره الشرجيه الخارجيه)
- العضلات الوسطي للمنطقه البوليه التناسليه(العضله العجانيه المستعرضه السطحيه، العضلة العجانيه المستعرضه العميقه،البصيليه الكهفيه)
- العضلات الوسطي لرافعة الشرج (عانيه مستقيمه،عانيه عصعصيه)
- لفافة العجان، والتي تغطي العضلات
- الجلد المغطي وأنسجة تحت الجلد

التمزق العجاني يتضمن بعض أو كل من هذا التركيب، والتي تساعد طبيعيا في دعم أعضاء الحوض، والحفاظ علي الحصر الغائطي.

## التصنيف
التمزق يتم تصنيفه الي أربع فئات;
1. تمزق الدرجة الأولي:انهتاك يقتصر علي عويكشه، جلد العجان السطحي، الغشاء المخاطي المهبلي
2. تمزق الدرجة التانيه:الانهتاك يمتد تحت العويكشه، جلد العجان، والغشاء المخاطي المهبلي، إلي عضلات العجان، اللفافة ولكن ليس إلي المصره الشرجيه
3. تمزق الدرجة التالته:عويكشه، جلد العجان، الغشاء المخاطي المهبلي، العضلات، المصره الشرجيه يتم تمزقها، ويمكن تقسيم تمزق الدرجة التالته الي ثلاث فئات

3a - تمزق جزئي للمصره الشرجيه الخارجيه يتضمن أقل من 50%من سمكه
3b - أكثر من 50% تمزق للمصره الشرجيه الخارجيه
3c - المصره الداخليه يتم تمزقها
1. تمزق الدرجة الرابعه: عويكشه، جلد العجان، الغشاء المخاطي المهبلي، العضلات، المصره الشرجيه، الغشاء المخاطي للمستقيم، يتم تمزقهم.

## السبب
في البشر وبعض الغالبيات الآخري، رأس الجنين أكبر بالمقارنة مع حجم قناة الولادة، لذلك نادرا ماتحدث الولادة بدون قدر من التصادم.مع مرور الرأس خلال الحوض الأنسجة اللينة يتم تمددها وضغطها، يزداد خطر التمزق إذا ما توجه قفا الجنين الخلفي «الوجه للأمام» . إذا كانت الأم لم تلد من قبل، أو حجم الجنين كبير.

## المنع
تستخدم عدة تقنيات للحد من خطر تمزق العجان، لكن مع فاعلية اقل .في كثير من الأحيان الرقيمه، تدليك العجان قبل الولادة، يمكن أن يقلل من خطر الصدمة فقط في النساء ممن لم تحمل من قبل.«ولادة الأيدي» تم تنفيذها من القابلات، حيث يتم توجيه رأس الجنين عن طريق المهبل علي نطاق واسع، ومع ذلك فعاليتها غير واضحة. التوليد في الماء أكثر شيوعا لعدة أسباب، تم اقتراحها بواسطة تليين العجان، ربما تقلل معدل التمزيق.علي الرغم من ذلك، هذا التآثير لا يمكن اثباته بوضوح.

‘Epi-no birth trainer’,هو اختراع حديث نسبيا، صمم جهاز خصيصا لتقوية وتمدد منطقة العجان أثناء الحمل.وعلي الرخم من بعض الدراسات الواعده، فقد اظهرت المراجعة المنهجية أي تآثير علي معدل بضع الفرج أو تمزقه.

## الإنتشار
أكثر من 85 ٪ من الولادة المهبلية، تتعرض النساء لصدمة العجان، و 60-70 ٪ تم اصلاحه بغرز .وجدت دراسات بآثر رجعي ل8603 للولادات المهبليه، ان تمزق الدرجة التالته، تم تشخيصه كلينيكيا فقط في 50امرأة (.6%).
ومع ذلك عندما استخدم نفس المعتقدين السنار الداخلي الشرجي في مجموعه متتاليه من 202ولاده، هنالك دليل لتمزق الدرجة التالته ل35%من الأمهات للمره الولي، و44%من الأمهات ممن لديها طفل.هذه الأرقام تم تأكيدها من قبل باحثين آخرين.

## مضاعفات
تمزق الدرجة الأولي والثانية نادرا ما يسبب مشاكل علي المدي الطويل .بين النساء ممن لديهم تمزق الدرجة الثالثه والرابعه سابقا،60_80% لايوجد أعراض حتي12شهر.
السلس البرازي والإلحاح البرازي، الألم العجاني المزمن، عسر الجماع تحدث في أقلية من المرضي، ولكن قد تكون دائمه . الأعراض المصاحبة لتمزق العجان ليست بسبب التمزق نفسه، ولكن بسبب الإصابات الآخري، مثل قلع عضلات قاع الحوض، وليست واضحة عند الفحص.

## تغطية التأمين
وجدت دراسة أجرتها وكالة أبحاث الرعاية الصحية والجودة ( AHRQ ) أنه في عام 2011، تمزق العجاني من الدرجة الأولي والثانية المعقد، كان الشرط الأكثر شيوعا للـ الولادات المهبلية في الولايات المتحدة بين النساء إما عن طريق التأمين الخاص أو الرعاية الطبيه.في تمزق العجان من الدرجة الثانية، كانت نسبة أعلى للنساء من خلال التأمين الخاص، ومن خلال المساعدات الطبيه.

## المصدر
Perineal_tear